# Самарский, Михаил Алексеевич
Михаил Алексеевич Самарский (1927 год, Подгорное, Кокпектинский район, Семипалатинская область, Казахская ССР — дата и место смерти не известны, СССР) — звеньевой колхоза имени Жданова Кокпектинского района Семипалатинской области, Герой Социалистического Труда (1948).

## Биография
Родился в 1927 году в селе Подгорное Кокпектинского района Семипалатинской области.
В 1941 году в возрасте 14 лет устроился на работу в колхозе имени Жданова. В 1947 году его назначили звеньевым.
В 1951 году поступил в школу руководящих кадров колхозов, по окончании которой получил специальность агронома.
С 1954 года работал в Урнекской МТС.
В 1960 году работал агрономом в колхоз «Узунбулакский».
Неоднократно избирался депутатом сельского Совета народных депутатов трудящихся. Был делегатом на IX съезде ВЛКСМ.
В 1947 году звено Михаила Самарского собрало по 30 центнеров зерновых с площади в 100 гектаров. За получение высоких урожаев пшеницы, ржи, хлопка и сахарной свеклы в 1947 году удостоен звания Героя Социалистического Труда указом Президиума Верховного Совета СССР от 28 марта 1948 года c вручением ордена Ленина и золотой медали «Серп и Молот».
Награды
- Медаль «За доблестный труд в Великой Отечественной войне 1941—1945 гг.»
- Герой Социалистического Труда
- Орден Ленина (1949)
- Орден «Знак Почёта»